# Wadi Madha
El Wadi Madha (en árabe: وادي مدحاء‎, romanizado: Wādī Maḥḍah)  es un valle o río seco con caudal efímero o intermitente, que fluye casi exclusivamente durante la temporada de lluvias, situado al norte de Omán, en el enclave omaní de Madha (gobernación de Musandam); y al este de los Emiratos Árabes Unidos, emiratos de Sharjah y Fuyaira.
Forma su propia cuenca hidrográfica, que abarca un área aproximada de 106 km², y limita al norte con las del Wadi Wurayah y Wadi Shie; al oeste con la del Wadi Ham; y al sur con la del Wadi Safad.
El wadi principal, que da nombre a toda la cuenca hidrográfica, es el Wadi Madha, con numerosos afluentes y subafluentes que forman una importante red de drenaje compuesta aproximadamente por 111 arroyos independientes, la mayoría sin nombre conocido.
Los principales afluentes y subafluentes son:
- En la subcuenca norte: Wadi Sahanah.[1][12] Subafluentes: Wadi Mardamt, Wādī ash Shi‘aybah, Wādī Badá,[13] Wadi Al Hawrah.[2][3]

- En la subcuenca sur: Wadi Shis / Wādī Ash Shīş,[1][14] Wadi Mayamt,[1] Wadi Half.[1] Subafluentes: Wadi Hajar Bani Hamid.[2][3]

## Recorrido
La longitud total del Wadi Madha es de 31 kilómetros, aproximadamente, de los cuales 10 km discurren en territorio emiratí, y 21 km en territorio omaní. Su fuente de origen está situada en territorio del emirato de Sharjah (EAU), a una altitud aproximada de 698 m s. n. m., al sursudeste del Jabal Daftah (878 m s. n. m.).
En su trayectoria, el Wadi Madha cruza en cuatro ocasiones el límite fronterizo entre Omán y EAU, pasando por los enclaves de Madha y Nahwa, desembocando en el Golfo de Omán, al sur de Murbah /Sha'biyyāt Mirbah (Emirato de Fuyaira, EAU).
Los dos kilómetros iniciales de su curso alto discurren íntegramente en territorio de Emiratos Árabes Unidos, en sentido de norte a sur y con una pendiente moderada. El punto en el que cruza por primera vez el límite fronterizo entre EAU y Omán, coincide también con el límite territorial entre los emiratos de Sharjah y Fujairah.
Ya en el enclave de Wadi Madha, el wadi gira hacia el sursudeste durante dos kilómetros más, y una parte de su cauce discurre en paralelo a la nueva carretera parcialmente construida, que pretende unir la ciudad de Madha (Omán) con Daftah (EAU), y que tal como advertían los estudios preliminares de esta obra, ha causado un grave impacto medioambiental, con daños irreparables al entorno natural de la zona, en especial a los cauces del Wadi Madha y de sus afluentes Wadi Half y Wadi Mayamt.
Poco después, el Wadi Madha discurre hacia el nornordeste, entre el cauce del pequeño Wadi Hajar Bani Hamid y el del Wadi Half, ganando un importante caudal procedente de sus numerosos torrentes afluentes, como ponen de manifiesto sus característicos meandros. Un ramal de la carretera Madha-Daftah, que se dirige a la aldea de Hajar Bani Hamid, afectó también muy gravemente al cauce del Wadi Madha, con miles de metros cúbicos de escombros esparcidos por sus riberas y wadis afluentes.
En la aldea o paraje de Z̧āhir al Qasha‘ el Wadi Madha recibe por su izquierda la confluencia del Wadi Shis, y continúa su curso hacia el este, formando una profunda hoz, poco antes de la desembocadura de otro de sus importantes afluentes, el Wadi Half, y del cruce con la línea fronteriza del enclave de Nahwa (EAU).

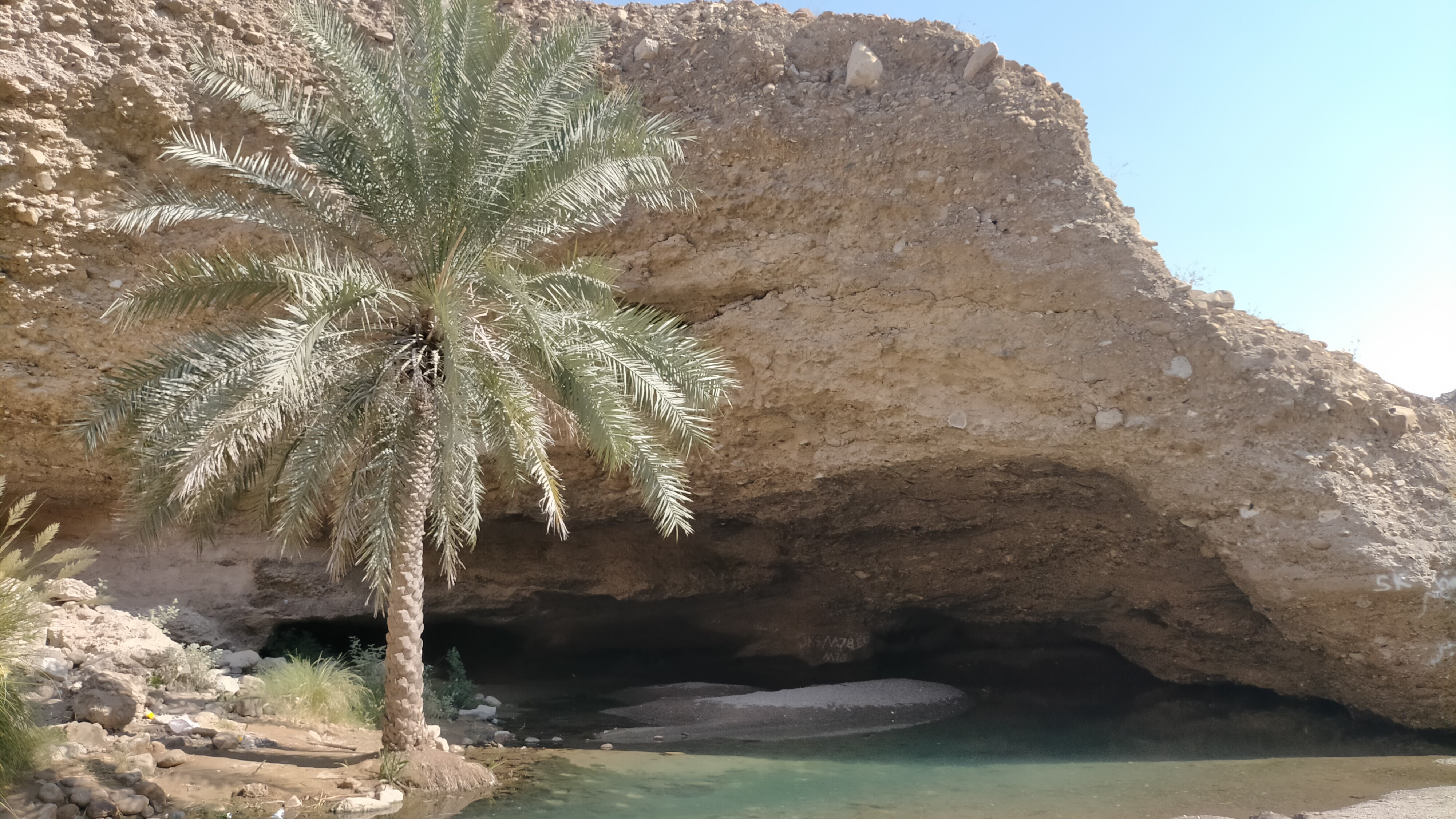
Wadi Madha en Nahwa (EAU) - Al Nahwa Cave

Durante 4 km el Wadi Madha atraviesa el enclave de Nahwa, formando también varios meandros. En sus riberas es frecuente encontrar frondosos palmerales y campos de cultivo, especialmente a la altura del viejo pueblo de Nahwa. También es popular y turísticamente muy conocida, la denominada Cueva de Nahwa (Al Nahwa Cave), situada en el curso del propio wadi.
A la salida de la parte moderna del pueblo de Nahwa se encuentra el siguiente límite fronterizo EAU-Omán que, al igual que los demás, carece de barreras o puestos de control, y no se exige visado o requisitos especiales de paso. Lo único que permite distinguir la frontera son las banderas y los grandes murales con los retratos de los gobernantes de cada país.
De nuevo en Omán, el Wadi Madha atraviesa una zona con pozas o balsas naturales, y dos pequeñas aldeas con cultivos agrícolas: Al Maksar y Sa‘ad, esta última situada poco antes de la confluencia del Wadi Mayamt, uno de los mayores damnificados por la construcción de la carretera Madha-Daftah. Hasta allí llega la cola del extenso embalse de la presa de As Saruj. 
Aguas abajo de la presa y hasta su desembocadura, el Wadi Madha pasa por la zona más poblada de todo su recorrido. 
En Omán: la aldea de Saruj, el histórico pueblo de Al Ghūnah, Al Ḩārah, Al Hawami, Al Anz̧ār (en donde confluye el Wadi Sahanah / Wadi Sahna) y finalmente la ciudad de Madha / Sha'biyyat Madḥah.
Al alcanzar la franja costera, al otro lado del límite fronterizo, ya en el Emirato de Fuyaira (EAU), el cauce del Wadi Madha ha sido parcialmente canalizado y desviado de su curso natural, atravesando el extremo sur de la ciudad de Murbah /Sha'biyyāt Mirbah (Emirato de Fuyaira), poco antes de su desembocadura en el Golfo de Omán.

## Presas y embalses

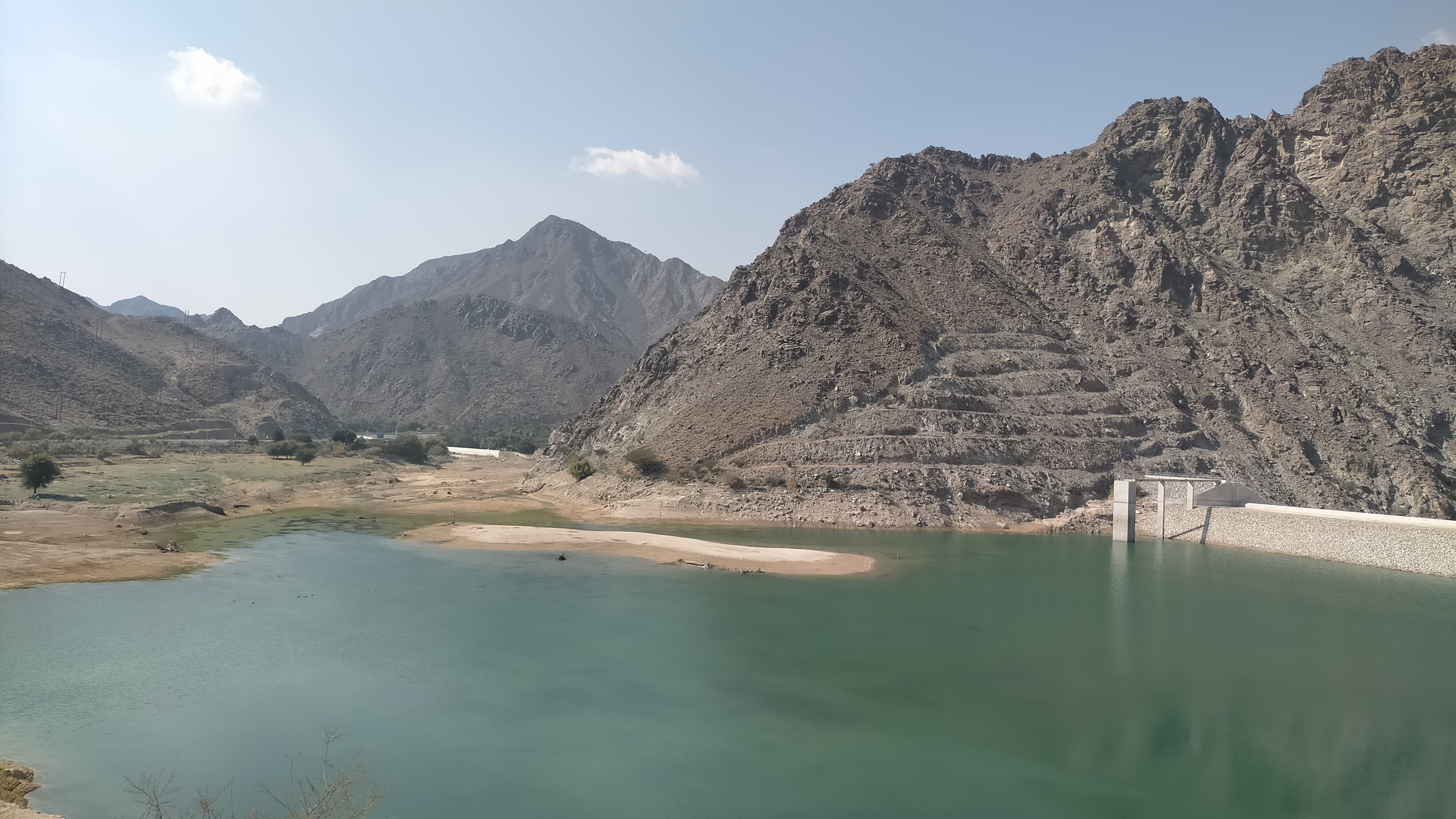
Wadi Madha. As Saruj Dam, Omán

Para suministrar agua a los habitantes de la zona, prevenir el peligro de inundaciones repentinas y aumentar el potencial de recarga de aguas subterráneas, se construyó en 2004 una presa en el cauce del Wadi Madha, poco antes de la aldea de As Saruj (Omán), por lo que fue denominada As Saruj Dam. La presa tiene una altura de 25,5 metros y un embalse con capacidad de 1,35 millones de metros cúbicos (coordenadas: 25°16′4″N, 56°17′58″E).
También en Omán, se construyó en 2009 otra presa en la subcuenca norte del Wadi Madha, en el cauce de su afluente el Wadi Sahanah / Wadi Sahna, con una altura de 13,2 metros y un embalse con capacidad de 0,5 millones de metros cúbicos (coordenadas: 25°17′15″N, 56°18′20″E). Esta segunda presa fue denominada oficialmente Wadi Sahna Dam.

## Toponimia
Nombres alternativos: Wādī Maḥḍah, Wādī Maḩḑah, Wadi Madha, Wadi Madha', Wadi Madhah, Wādī Madḥā’, Wādī Madḩah, Wādī Madḩā, Wādī Madḩā’
El nombre del Wadi Madha (con la grafía Wādī Madḩah), sus afluentes, montañas y poblaciones cercanas, quedaron registrados en la documentación y mapas elaborados entre 1950 y 1960 por el arabista, cartógrafo, militar y diplomático británico Julian F. Walker, durante los trabajos efectuados para el establecimiento de fronteras entre los entonces denominados Estados de la Tregua, completados posteriormente por el Ministerio de Defensa del Reino Unido, en mapas a escala 1:100.000 publicados en 1971.
En el Atlas Nacional de Emiratos Árabes Unidos consta con la grafía Wādī Maḥḍah.

## Población
El área del Wadi Madha estuvo poblada principalmente por las tribus Madhahana, Bani Hamid, Bani Sa'ad, Dahwahir y Naqbiyin.